# 't Sol
't Sol is een natuurgebied van circa 37 hectare, gelegen ten oosten van Garderen in de Gelderse gemeente Barneveld.
Oorspronkelijk was het landgoed 't Sol bijna twee keer zo groot (68 hectare). Na de ruilverkaveling in de jaren 70 van de 20e eeuw en na het beëindigen van de zandwinning in het gebied in 1982 kocht de stichting Het Geldersch Landschap een deel van het gebied — zo'n 37 hectare — als natuurgebied. Een groot deel van het gebied bestaat uit naald- en loofbos. Het terrein van de voormalige zandwinning is open met schrale vegetatie en heide. Een markant punt is de Goudsberg waar een smalle strook heide in westelijke richting zicht biedt op de Garderense enk en het dorp Garderen met de molen De Hoop.
In 't Sol bevinden zich de restanten van een arboretum.

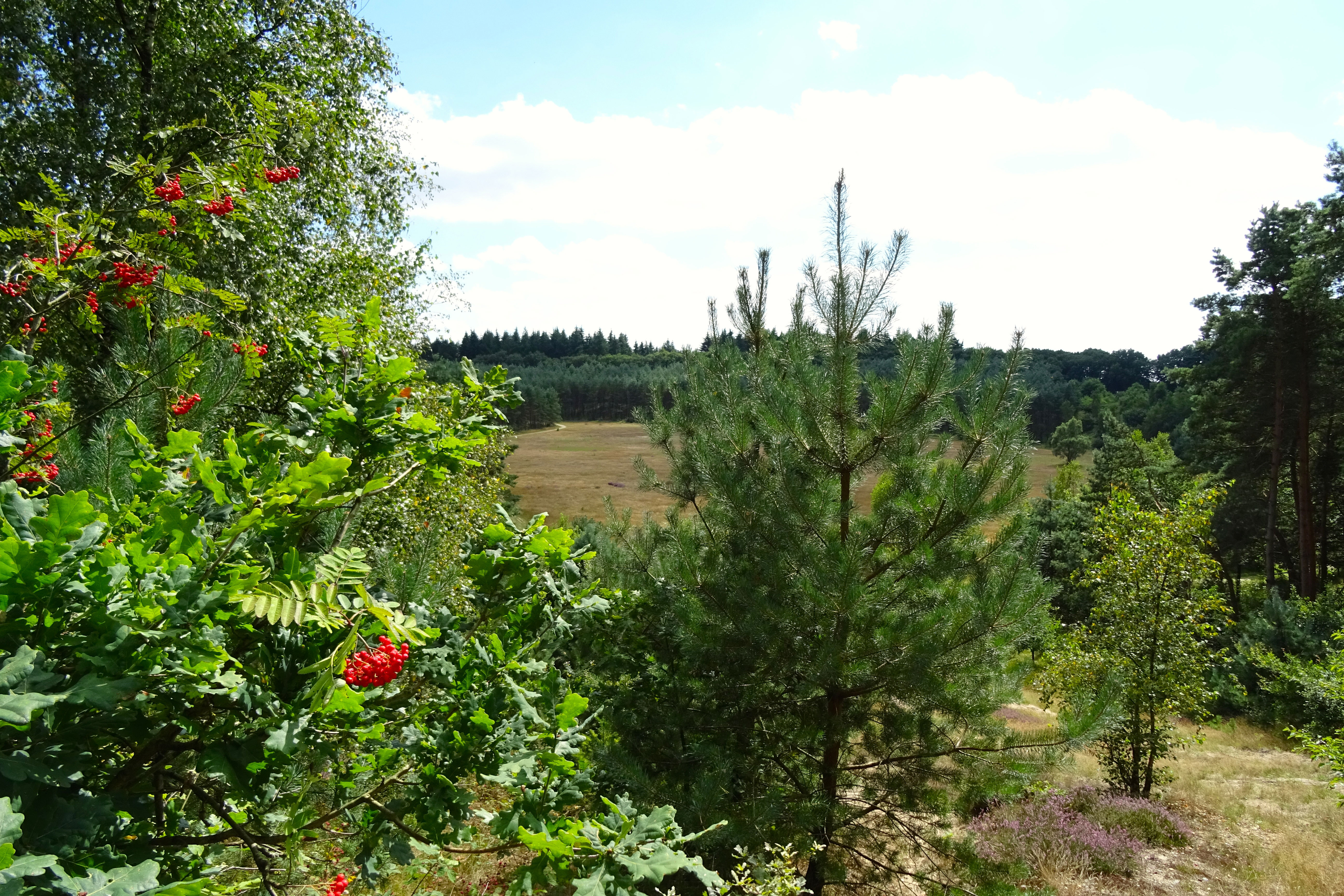
't Sol gezien vanaf de Garderenseweg aan de noordzijde
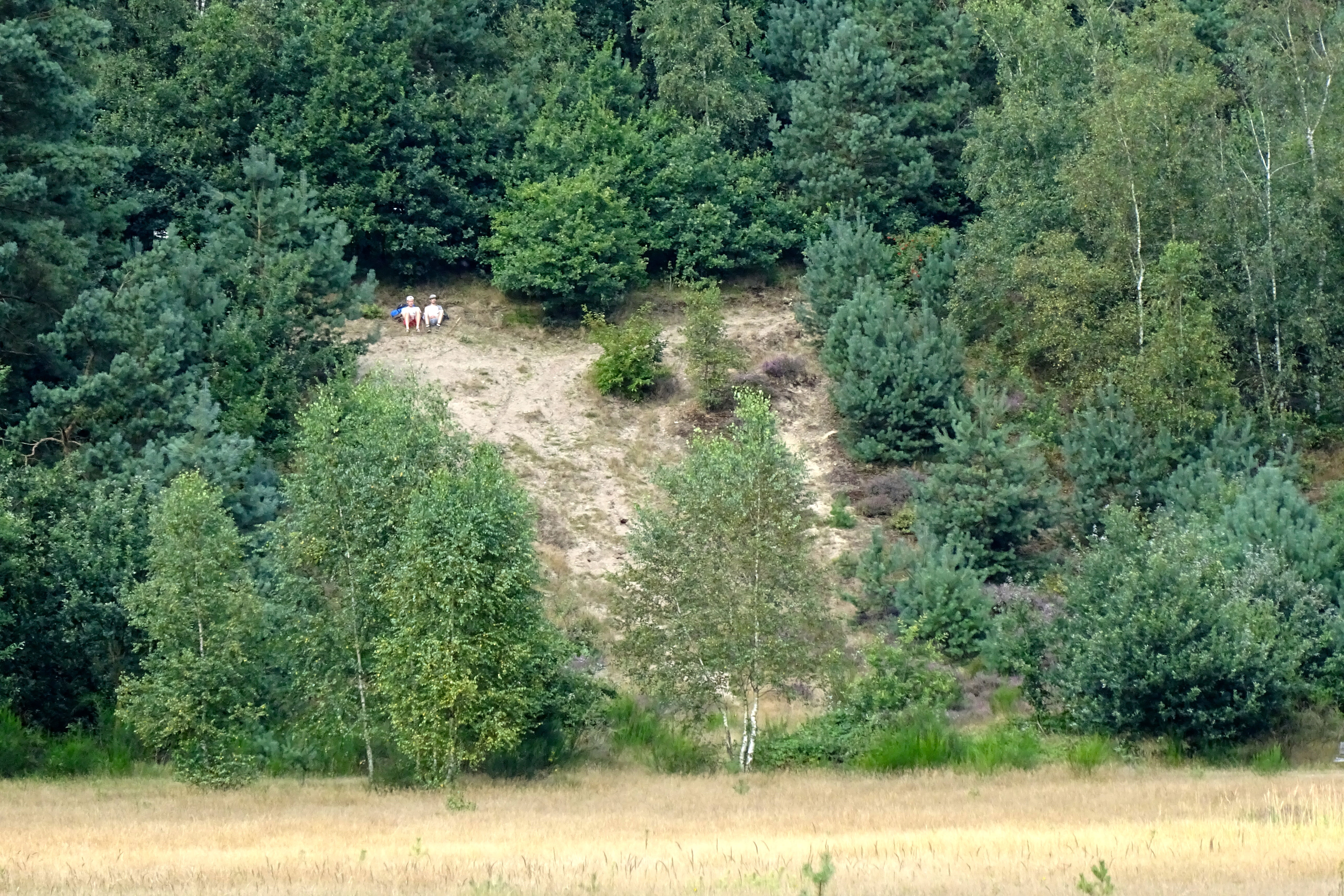
De helling van de zandafgraving
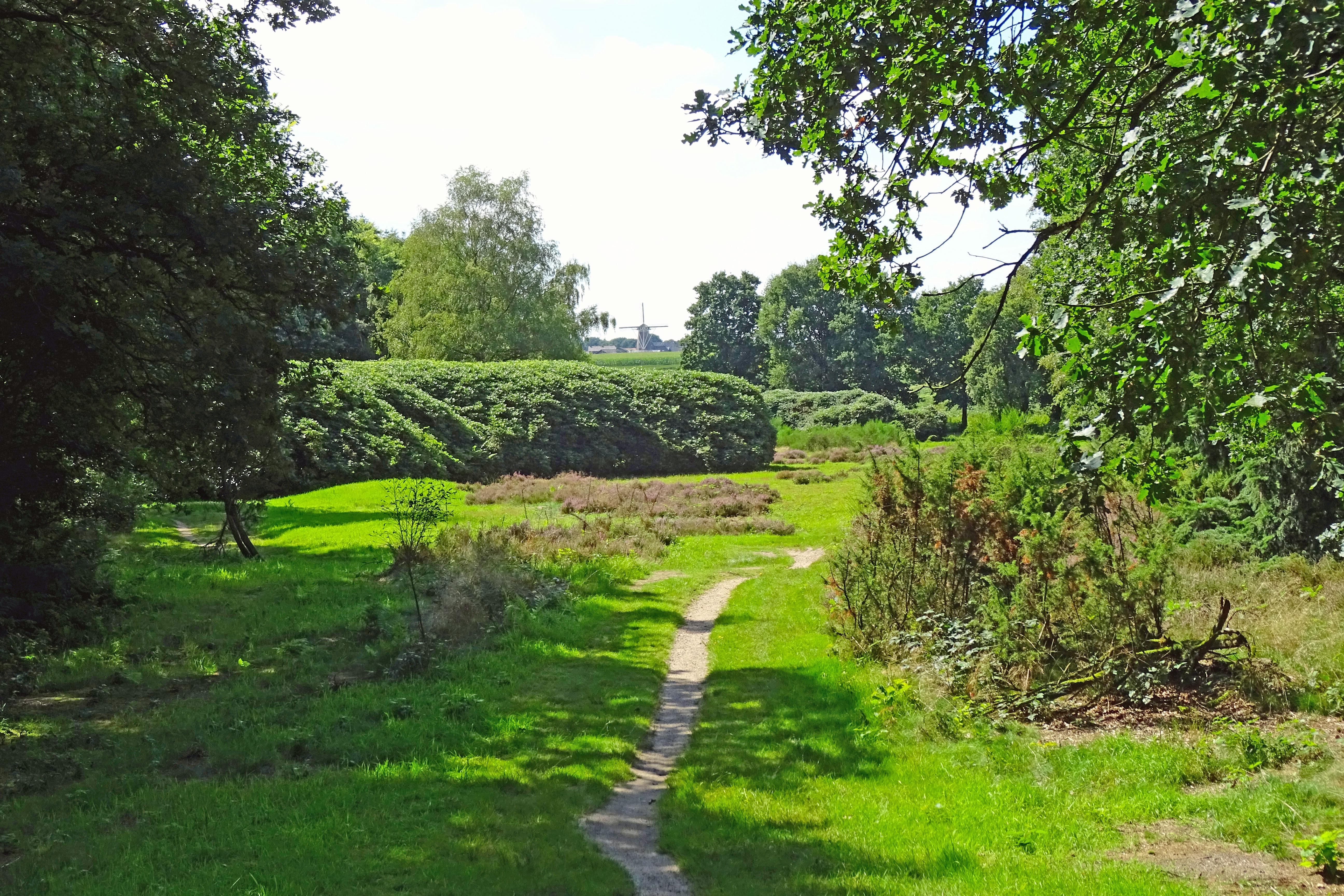
Zicht op Garderen molen De Hoop vanaf de Goudsberg